# Habenaria rhopalostigma
Habenaria rhopalostigma là một loài thực vật có hoa trong họ Lan. Loài này được Rolfe ex Kraenzl. mô tả khoa học đầu tiên năm 1898.